# Провизё-э-Пленуа
Провизё-э-Пленуа́ (фр. Proviseux-et-Plesnoy) — коммуна во Франции, находится в регионе Пикардия. Департамент коммуны — Эна. Входит в состав кантона Гиньикур. Округ коммуны — Лан.
Код INSEE коммуны — 02627.

## Население
Население коммуны на 2010 год составляло 116 человек.
| 1962 | 1968 | 1975 | 1982 | 1990 | 1999 | 2010 |
| ---- | ---- | ---- | ---- | ---- | ---- | ---- |
| 166  | 150  | 107  | 117  | 110  | 102  | 116  |

## Экономика
В 2010 году среди 70 человек трудоспособного возраста (15—64 лет) 58 были экономически активными, 12 — неактивными (показатель активности — 82,9 %, в 1999 году было 61,9 %). Из 58 активных жителей работали 54 человека (29 мужчин и 25 женщин), безработных было 4 (2 мужчин и 2 женщины). Среди 12 неактивных 5 человек были учениками или студентами, 6 — пенсионерами, 1 был неактивным по другим причинам.